# DTS Digital Images
DTS Digital Images (Seit Januar 2005 umfirmiert von Lowry Digital Images) ist eine selbständige Tochtergesellschaft der DTS Inc., die sich auf das Restaurieren von Filmen spezialisiert. Das Unternehmen wurde 1998 von John Lowry gegründet und war seither an mehr als 100 Filmrestaurierungen für Fernsehen, DVD, 35-mm-Film und IMAX beteiligt. Mit den Restaurierungen bekannter Filmklassiker, darunter Casablanca, Bambi, Der Pate, THX 1138, Formicula, Pinocchio und Star Wars zählt die Firma zu den Weltmarktführern ihres Geschäftsgebietes.

## Digitale Restaurierung
DTS Digital Images restauriert ihre Filme digital. Dabei wird speziell patentierte Software verwendet, die etwa 90 Prozent des Endergebnisses vollautomatisch wiederherstellt. Der restliche Aufwand gebührt den feinen Schmutzpartikeln, die durch die Software nicht entfernt werden konnte. Diese werden Filmbild für Filmbild manuell wegretuschiert.
Der Restaurierungsprozess beginnt mit einem hochauflösenden 10-bit-RGB-Scan der Original-Negative. Dafür befinden sich im Betrieb von DTS Digital Images über 600 Macintosh Dual-Prozessor G5 Computer, die mit über 2400 Gigabyte RAM und 478 Terabyte Festplattenkapazität ausgestattet sind. Die Computeralgorithmen für die automatische Entfernung hunderter Schmutzteilchen in einer Szene basieren auf dem jeweiligen Vorgängerbild. Somit werden Kratzer und Schmutzteile entfernt, die sich über weniger Filmbilder erstrecken. Die Software retuschiert mithilfe eines ähnlichen Filmbildes den Schmutz automatisch weg. Große Kerben und Risse am Negativ erkennt die Software nicht und müssen manuell bearbeitet werden. Die Farbabstimmung des Filmmaterials erfolgt in Zusammenarbeit des jeweiligen Filmstudios. Nach jeder Restaurierung produziert DTS Digital Images ein hochauflösendes Master, das sich für zukünftige Filmveröffentlichungen verwenden lässt.

## Restaurierte Filme
- Der fliegende Pauker
- Aliens der Meere
- Alice im Wunderland
- Die Unbestechlichen
- Mit Schirm, Charme und Melone
- Bambi
- Taran und der Zauberkessel
- Begegnung
- Casablanca
- Frankensteins Fluch
- Darling
- Doktor Schiwago
- Citizen Kane
- Moby Dick
- Moulin Rouge
- Krieg der Sterne
- Das Imperium schlägt zurück
- Die Rückkehr der Jedi-Ritter
- Das Haus der Lady Alquist
- The Ghoul
- Giganten
- Der Pate – Teil II
- Das große Rennen rund um die Welt
- Bunbury
- Indiana Jones und der letzte Kreuzzug
- Indiana Jones und der Tempel des Todes
- Das Privatleben des Sherlock Holmes
- Pinocchio
- Schneewittchen und die sieben Zwerge
- THX 1138
- James Bond – 007 jagt Dr. No
- James Bond 007 – Liebesgrüße aus Moskau
- James Bond 007 – Goldfinger
- James Bond 007 – Feuerball